# Саут-Вітлі (Індіана)
Саут-Вітлі (англ. South Whitley) — місто (англ. town) в США, в окрузі Вітлі штату Індіана. Населення — 1818 осіб (2020).

## Географія
Саут-Вітлі розташований за координатами 41°5′2″ пн. ш. 85°37′40″ зх. д. / 41.08389° пн. ш. 85.62778° зх. д. (41.083773, -85.627728).  За даними Бюро перепису населення США в 2010 році місто мало площу 2,36 км², уся площа — суходіл. В 2017 році площа становила 2,49 км², уся площа — суходіл.

## Демографія
Згідно з переписом 2010 року, у місті мешкала 1751 особа в 729 домогосподарствах у складі 482 родин. Густота населення становила 742 особи/км².  Було 820 помешкань (347/км²).
Расовий склад населення:
| - 98,0 % — білих - 0,2 % — чорних або афроамериканців - 0,2 % — азіатів - 0,1 % — корінних американців |

До двох чи більше рас належало 1,1 %. Частка іспаномовних становила 1,9 % від усіх жителів.
За віковим діапазоном населення розподілялося таким чином: 25,0 % — особи молодші 18 років, 60,1 % — особи у віці 18—64 років, 14,9 % — особи у віці 65 років та старші. Медіана віку мешканця становила 37,6 року. На 100 осіб жіночої статі у місті припадало 93,3 чоловіків;  на 100 жінок у віці від 18 років та старших — 87,3 чоловіків також старших 18 років.
Середній дохід на одне домашнє господарство  становив 50 423 долари США (медіана — 43 438), а середній дохід на одну сім'ю — 56 726 доларів (медіана — 53 125). Медіана доходів становила 45 982 долари для чоловіків та 27 902 долари для жінок. За межею бідності перебувало 12,3 % осіб, у тому числі 18,0 % дітей у віці до 18 років та 6,8 % осіб у віці 65 років та старших.
Цивільне працевлаштоване населення становило 944 особи. Основні галузі зайнятості: виробництво — 26,4 %, освіта, охорона здоров'я та соціальна допомога — 14,9 %, роздрібна торгівля — 14,8 %.